# Maria Cunitz

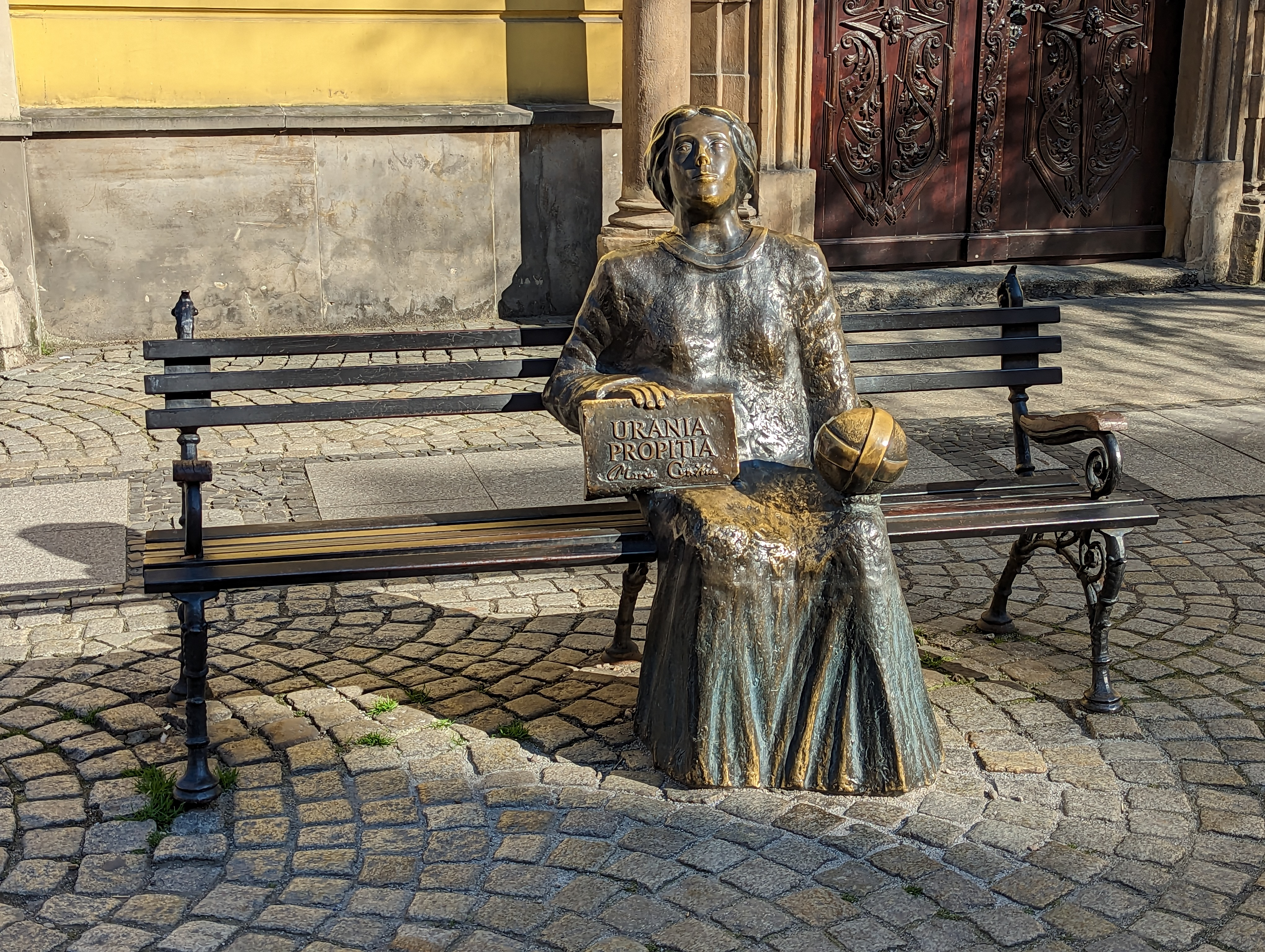
Maria-Cunitz-Denkmal in Schweidnitz

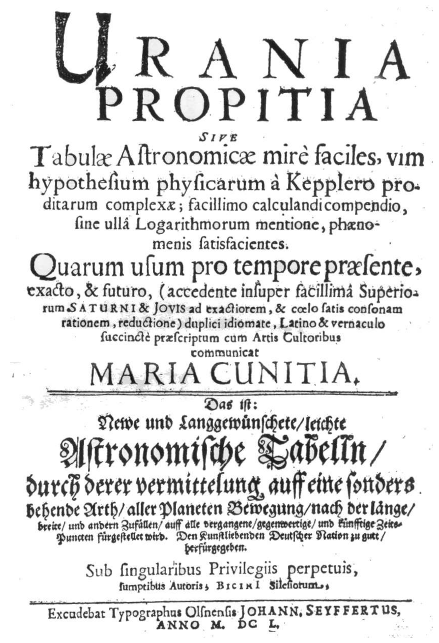
Urania propitia, 1650

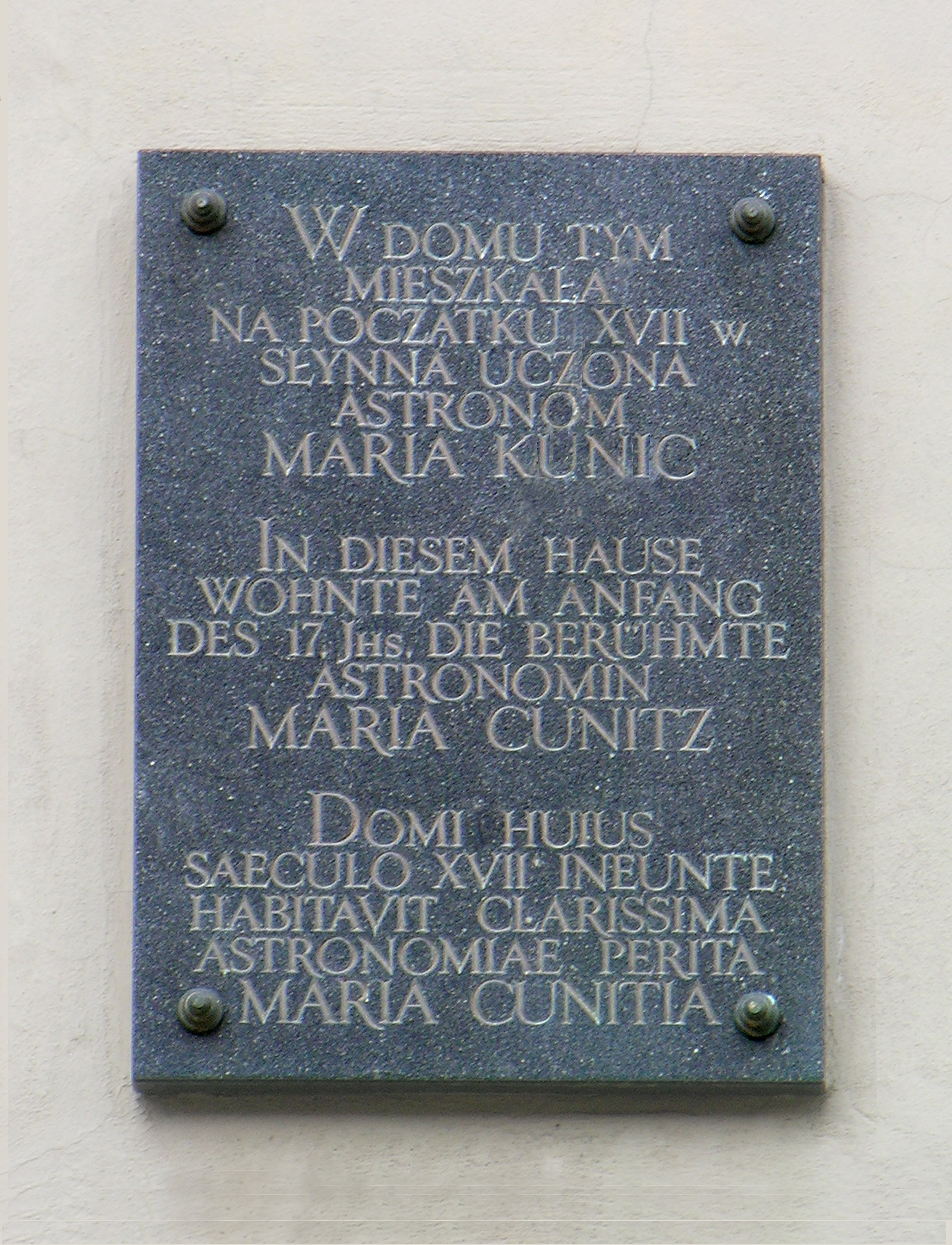
Gedenktafel für Maria Cunitz in Schweidnitz

Maria Cunitz, auch Maria Kunitz und latinisiert Maria Cunitia (* 29. Mai 1610 in Wohlau, Niederschlesien; † 22. August 1664 in Pitschen) war eine deutsche Astronomin und Autorin. Sie war eine der bedeutendsten Astronominnen der Frühen Neuzeit in Europa.
In ihrem Hauptwerk Urania Propitia machte sie die Kepler’schen Planetentafeln auch für Anwender ohne Kenntnisse von Latein und Logarithmen nutzbar, womit sie 1650 zur frühen Wegbereiterin einer populären Astronomie wurde.

## Geburtsjahr
Schon in der ersten größeren deutschsprachigen Veröffentlichung zu Maria Cunitz wurde 1798 über ihr Geburtsjahr spekuliert. Denn weder ein Eintrag in einem Kirchenbuch noch ein Gelegenheitsgedicht zu ihrer Taufe waren und sind bis heute nachzuweisen. Ebenso fehlt eine gedruckte Leichenpredigt, aus der man hätte diese Angabe entnehmen können. Paul Knötel war wohl der erste, der die Jahreszahl 1604 ins Spiel brachte. Viele andere deutsche Autoren (Arndt, Guentherodt) folgten später dieser Angabe. Da Maria Cunitz sich in ihrem Buch selbst als älteste Tochter bezeichnet und ihre Eltern 1603 heirateten, war diese Jahresangabe nachvollziehbar. Vor allem englischsprachige Veröffentlichungen nannten dagegen 1610 als Geburtsjahr – ohne dies aber letztlich belegen zu können. Ein von Ingrid Guentherodt aufgefundener Sammelband mit Gratulationsgedichten zur ersten Hochzeit von Maria Cunitz in Verbindung mit einem Brief von Elias a Leonibus an Johannes Hevelius aus dem Jahr 1651 erbrachte dann den Nachweis, dass sie tatsächlich 1610 geboren wurde.

## Leben
Maria Cunitz wurde 1610 geboren. Ihre Eltern waren der aus einer Gelehrtenfamilie in Schweidnitz stammende, in Medizin und Philosophie promovierte Heinrich Cunitz, der in Frankfurt/Oder Medizin und Astronomie studiert hatte und in der Kleinstadt Wohlau als Arzt praktizierte, und Maria von Scholtz, die Tochter des herzoglich Liegnitzer-Brieger Rates Anton von Scholtz auf Raischmannsdorf. Als kleines Mädchen hielt sich Maria „gänzlich fern vom Puppenspiel“ und drängte die Eltern vielmehr, am Unterricht des älteren Bruders teilnehmen zu dürfen. So konnte sie schon mit fünf Jahren perfekt lesen, lernte Arithmetik, Geschichte, Latein und weitere Sprachen. Doch wurde sie auch in häuslichen Handarbeiten ausgebildet.
Durch eigene Initiative verbesserte sie ihre Kenntnisse in Mathematik und Latein, was ihr später bei der Bearbeitung der Kepler’schen Planetentafeln zugutekam. Mit elf Jahren erhielt sie Musikunterricht und brachte sich selbst den Umgang mit Noten bei. Ein Jahr später begann sie, Federskizzen anzufertigen, und mit 13 ohne fremde Hilfe Französisch zu lernen.
Im Jahr 1615 übersiedelte ihre Familie von Wohlau nach Schweidnitz /Schlesien. Auch dort arbeitete ihr Vater wieder als Arzt. Mit 13 Jahren wurde Maria am 26. September 1623 mit dem aus einem Bunzlauer Ratsgeschlecht stammenden Juristen David von Gerstmann verheiratet. Dieser stand dem Wissensdrang seiner sehr jungen Frau anscheinend wohlwollend gegenüber, so konnte Maria ihr Französisch verbessern, befasste sich mit Griechisch, erlernte selbständig das Lautenspiel und begann noch zusätzlich, sich für die Astrologie zu interessieren. Nach wenigen Jahren starb Gerstmann und sie kehrte in ihr Elternhaus zurück.
Etwas später lernte sie den Arzt, Mathematiker und Astronomen Elias von Löwen (vormals Krätschmeier) kennen, der ihr Interesse an der Himmelskunde verstärkt. Anfang 1629 wurde Schweidnitz von sechs Kompanien Fußvolk des damals gefürchteten Lichtensteinischen Regiments besetzt, um nicht zuletzt durch Einsatz von Gewalt die durchweg evangelische Bevölkerung zur Konversion zu bewegen. Die Familie Cunitz verließ deshalb die Stadt. Nachdem ihr Vater am 8. August 1629 in Liegnitz gestorben war, heiratete sie von Löwen. Anschließend zog das Paar in die Kleinstadt Pitschen im damaligen evangelischen Herzogtum Brieg.
Um den Wirren des Dreißigjährigen Krieges zu entgehen, flohen sie weiter ins benachbarte Polen. Dort in Łubnice dicht an der Grenze zu Schlesien, auf einem Gut der Zisterzienserinnen des Klosters Ołobok, hatten beide dann genügend Ruhe, um sich mit einem sehr umfangreichen Projekt über Keplers Planetentafeln zu beschäftigen. Maria Cunitz war bei ihren Studien aufgefallen, dass die Rudolfinischen Tafeln des Astronomen Johannes Kepler nicht immer zweckmäßig zu nutzen waren. Sie fand verschiedene neue Methoden, um die Umlaufbahnen der Planeten leichter und ohne Logarithmen vorhersagen zu können, und überprüfte die Ergebnisse auch durch eigene Beobachtungen. Ihre Arbeiten setzten sie in Pitschen fort, wo Elias von Löwen als Arzt tätig war. Im Jahr 1650 schloss sie das Werk Urania propitia (Verständliche Astronomie) ab, durch das sie schnell bekannt wurde. Auf über 500 Seiten mit zweisprachiger lateinischer und deutscher Einleitung und einem zweiten Band mit astronomischen Rechentafeln dokumentierte sie ihre langjährigen Forschungsarbeiten.
Im Vorwort erklärt sie ausdrücklich, warum sie auch in Deutsch schreibt: Damit die “Kunstliebenden deutscher Nation” die gerne etwas über Astronomie erfahren wollen nicht “durch Unkundigkeit der lateinischen Sprache davon zurückgehalten werden”.
Ihr Ehemann starb am 27. April 1661 und sie am 22. August 1664.
Zeitgenossen verehrten sie als „Athene von Schlesien“, der Astronom Jean-Baptiste Joseph Delambre bezeichnete sie noch Jahrzehnte später als „zweite Hypatia“.
In seinem Buch Schlesiens Hoch- und Wohlgelehrtes Frauenzimmer, Nebst unterschiedenen Poetinnen, So sich durch schöne und artige Poesien bey der curieusen Welt bekandt gemacht schreibt 1727 Johann Caspar Eberti über Maria: „Cunicia (Maria) oder Cunitzin, des berühmten Herrn Henrici Cunitii Tochter, […]. Ein gelehrtes Weib, die gleichsam als eine Königin unter dem Schlesischen Frauenzimmer hervorleuchtet; redete 7 Sprachen/ Deutsch/ Italienisch/ Französisch/ Polnisch/ Latein/ Griechisch und Hebräisch, war in der Music wohl erfahren und konnte ein nettes Gemählde verfertigen. Dabey war sie der Astrologie sehr ergeben […]; sie hatte in den Astronomischen Speculationibus ihr größtes Vergnügen […]“.

## Werk
- URANIA PROPITIA SIVE Tabulae Astronomicae mirè faciles, vim hypothesium physicarum à Kepplero proditarum complexae; facillimo calculandi compendio, sine ulla Logarithmorum mentione, phaenomenis satisfacientes. Quarum usum pro tempore praesente, exacto, & futuro, (accedente insuper facillimá Superiorum SATURN & JOVIS ad exactiorem & coelo satis consonam rationem, reductione) duplici idiomate, Latino & vernaculo succinctè praescriptum cum Artis Cultoribus communicat MARIA CUNITIA. Das ist: Newe und Langgewünschete/ leichte Astronomische Tabelln/ durch derer vermittelung auff eine sonders behende Arth/ aller Planeten Bewegung/ nach der länge/ breite/ und andern Zufällen/ auff alle vergangene/ gegenwertige/ und künfftige Zeits-Puncten fürgestellet wird. Den Kunstliebenden Deutscher Nation zu gutt/ herfürgegeben. Sub singularibus Privilegiis perpetuis, sumptibus Autoris, BICINI Silesiorum, Excudebat Typographus Olsnensis JOHANN. SEYFFERTUS, ANNO M.DCL. (VD17 Verzeichnis der Drucke des 17. Jahrhunderts, VDNummer= 39:125019N)  (online)

Maria Cunitz gab Urania Propitia selbst und unter ihrem Geburtsnamen heraus, laut Titel im Jahr 1650. Sie verfasste das von Johann Seyffert in Oels gedruckte Werk zweisprachig – in Latein und Deutsch. Dadurch konnten es auch Menschen verstehen, die der Gelehrtensprache Latein nicht mächtig waren. Diese zweisprachige Form wird als in der deutschen, „ja möglicherweise sogar europäischen“ Wissenschaftsgeschichte ihrer Zeit als einmalig angesehen. Die Astronomin erweiterte Johannes Keplers Methoden, schrieb eine 265 Seiten lange wissenschaftliche Einführung und dazu 286 Seiten mit astronomischen Tabellen. Sie korrigierte Fehler in den Rudolfinischen Tafeln und vereinfachte Keplers Berechnungen, indem sie die Logarithmen entfernte. Das Werk gilt als früheste erhaltene wissenschaftliche Veröffentlichung einer Frau.
Der Astronomiehistoriker Noel Swerdlow bescheinigte Urania Propitia, ein Werk auf dem höchsten technischen Niveau seiner Zeit zu sein.

## Ehrungen
In Schweidnitz steht das Maria-Cunitz Denkmal. Ein Venuskrater trägt nach ihr den Namen Cunitz. In Bremen, Neustadt am Rübenberge und Leimen wurden Straßen nach ihr benannt.